# Snyder S. Kirkpatrick

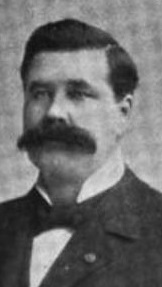
Snyder S. Kirkpatrick (1896)

Snyder Solomon Kirkpatrick (* 21. Februar 1848 bei Mulkeytown, Franklin County, Illinois; † 5. April 1909 in Fredonia, Kansas) war ein US-amerikanischer Politiker. Zwischen 1895 und 1897 vertrat er den dritten Wahlbezirk des Bundesstaates Kansas im US-Repräsentantenhaus.

## Werdegang
Snyder Kirkpatrick besuchte die öffentlichen Schulen seiner Heimat. Im Jahr 1864 diente er während des Bürgerkrieges in einer Kavallerieeinheit aus Illinois. Danach war er ab 1865 im Handel tätig. Nach einem Jurastudium in an der University of Michigan in Ann Arbor und seiner im Jahr 1868 erfolgten Zulassung als Rechtsanwalt begann er in Cairo in seinem neuen Beruf zu praktizieren. Im Jahr 1873 verlegte er seine Praxis nach Fredonia in Kansas. Im Jahr 1880 war er Bezirksstaatsanwalt im Wilson County.
Kirkpatrick war Mitglied der Republikanischen Partei. Zwischen 1889 und 1893 saß er im Senat von Kansas. Im Jahr 1892 kandidierte er erfolglos für den Kongress. Bei den Kongresswahlen des Jahres 1894 wurde er dann im dritten Distrikt von Kansas in das US-Repräsentantenhaus in Washington, D.C. gewählt. Dort trat er am 4. März 1893 die Nachfolge von Thomas Jefferson Hudson an. Da er aber 1896 nicht bestätigt wurde, konnte er bis zum 3. März 1897 nur eine Legislaturperiode im Kongress absolvieren. Bei den folgenden zwei Kongresswahlen kandidierte er jeweils erfolglos für seine Rückkehr ins Repräsentantenhaus.
Zwischen 1903 und 1905 war Kirkpatrick Abgeordneter im Repräsentantenhaus von Kansas. Er starb im Jahr 1909 in Fredonia und wurde dort auch beigesetzt.